# 계초심학인문 목판
계초심학인문 목판(誡初心學人文 木板)은 대한민국 충청남도 서산시에 있는, 1584년(선조 17)에 가야산 개심사에서 간행한 조선시대의 목판이다. 2017년 12월 26일 대한민국의 보물 제1962호로 지정되었다.

## 개요
계초심학인문 목판은 1584년(선조 17)에 가야산 개심사에서 간행한 것이다. 『계초심학인문』은 보조국사 지눌(知訥)이 1205년에 저술한 책으로 불교수행의 초보자들이 경계해야 하는 내용을 담고 있다. 총 8판으로 결판 없이 완전하게 전하고 있으며, 한 면에 2장씩 판각되어 총 32장이 새겨져 있다. 충해나 균열 등도 없어 보존상태가 매우 양호하다. 1603년 간행된 하동 쌍계사 소장본(능인암 판각본)보다 10년이 앞서 제작된 것으로, 현존 『계초심학인문』목판 중 가장 오래되고 완전한 목판이라는 점에서 국가지정문화재로 지정하였다.

## 참고 자료
- 계초심학인문 목판 - 국가유산청 국가유산포털
- 이 문서에는 문화재청에서 공공누리 제1유형으로 배포된 자료를 바탕으로 한 내용이 포함되어 있습니다.